# KLettres
KLettres és un programa informàtic de l'entorn d'escriptori KDE que serveix per ajudar els estudiants d'altres idiomes a aprendre l'alfabet, associant les lletres amb el so al pronunciar. Pertany al paquet educatiu Kdeedu i es distribueix amb llicència GNU GPL. Té dos modes d'ús, adult i infantil, a més de 25 idiomes diferents. Va ser programat en C++ i utilitzant l'entorn d'eines Qt el 2001 per Anne Marie Mahfouf.